# غارث أبريل
غارث أبريل (بالإنجليزية: Garth April)‏ هو لاعب اتحاد الرغبي جنوب أفريقي، ولد في 16 يوليو 1991 في كيب تاون في جنوب أفريقيا.